# Comitas gentium
Als comitas gentium (Völkersitte, Völkercourtoisie) werden in der Rechtswissenschaft Handlungen, Praktiken und Regeln bezeichnet, die im Internationalen Verkehr zwischen Staaten wegen ihrer Souveränität aufgrund Freundschaft, Nachbarschaft und wechselseitigem Respekt beachtet werden. Charakteristisch für die comitas gentium ist, dass sie auf aktive Interaktion abzielt, also über bloße wechselseitige Anerkennung hinausgeht. Die comitas gentium ist weder rechtlich noch in sonstiger Weise verbindlich. Sie kann aufgrund langer Übung jedoch zu Völkergewohnheitsrecht erstarken. Zugleich reicht sie über bloße Moral und Courtoisie hinaus, wenngleich sie bisweilen auch als Völkercourtoisie bezeichnet wird. Klassischerweise gehören zur comitas gentium der wechselseitige Verzicht auf Formalien sowie diplomatische Gepflogenheiten.
Umstritten ist, ob eine comitas gentium zwischen internationalen Organisationen besteht. Insoweit werden meist Anleihen am deutschen Konzept der Bundestreue genommen, die im Gegensatz zur comitas gentium aber rechtlicher Natur ist.
Auf Grundlage des Konzepts der comitas gentium haben die Gerichte einiger Staaten die judicial comity entwickelt. Sie ist ein Ansatz zur Begründung der Anerkennung und Vollstreckung von ausländischen Urteilen. Andere Staaten haben dafür hingegen gesetzliche Regelungen geschaffen und andere Begründungsansätze entwickelt.